# Wong Wai-Hang
Wong Wai-Hang, né le 4 mars 1977 à Hong Kong, est un joueur professionnel de squash représentant Hong Kong. Il atteint, en décembre 2006, la 63e place mondiale sur le circuit international, son meilleur classement. Il est quatre fois champion de Hong Kong consécutivement de 2003 à 2006.

## Palmarès

### Titres
- Championnats de Hong Kong : 4 titres (2003-2006)[2]